# Jean-Pierre Thiollet
Jean-Pierre Thiollet (Poitiers, 9 de diciembre de 1956) es un escritor francés.

## Biografía
Es un escritor y un especialista de la comunicación política y económica que vive en París.
Desde 2007, es un miembro de la Gran Familia Mundial del Líbano.
En 2017, fue el creador del "Cercle InterHallier" en homenaje a Jean-Edern Hallier. 
En 2010, ha firmado una petición de liberación de Roman Polanski.
De 2009 a 2012, fue un redactor jefe de France Soir.
En 2005, asistió, con Alain Decaux, Frédéric Beigbeder y Richard Millet, al Salón del libro en Beirut.
En 1997, desempeñó un papel discreto e influyente en las elecciones parlamentarias de Tolón. Él fue despedido arbitrariamente por la mañana después de la encuesta de éxito y luego publicó Le Chevallier à découvert, un libro muy sugerente y divertida algunos meses más tarde.
Al principio de los años 1990, era con Gilbert Prouteau un de los periodistas y críticos de arte conocidos del periódico ilustrado francés, L'Amateur d'Art.
En 1994, collaboró en el libro entrevista de Gérard Mulliez, La dynamique du client (Paris, Maxima, 1994 (y 1997).
De 1988 a 1994, fue un redactor jefe de Le Quotidien de Paris. A finales de la década de 1980, era conocido también como vicepresidente de Amiic  y fue profesor, con François Spoerry, Paul-Loup Sulitzer y otras personas importantes, de algunos encuentros internacionales de esta organización (disuelta en 1997).
De 1982 a 1986, fue una víctima de escuchas telefónicas ilegales del Palacio del Elíseo (François Mitterrand) por sus comunicaciones con el escritor Jean-Edern Hallier.
Durante la década de 1980 y hasta que a mediados de la década de 1990, fue miembro de una organización de la prensa del francés de música-pasillo, Circus, Danza y Artes presidida por un periodista muy conocido en Francia, Jacqueline Cartier, con autores o personalidades notables como Pierre Cardin, Guy des Cars y Francis Fehr.
Después de la escolaridad en Châtellerault, fue un estudiante en las clases preparatorias a las grandes escuelas en Poitiers, luego en las universidades de la Sorbonne (Universidad de París I Panthéon-Sorbonne, Universidad Sorbona Nueva - París 3 y Universidad de París IV París-Sorbonne), antes de volverse un jornalista en el diario Le Quotidien de París. Hubo diplomas de estudios superiores en Literatura, Artes y Derecho. En 1978, fue admitido en Saint-Cyr.